# Alex Pineda Chacón
Alex Pineda Chacón (Santa Cruz, 19 december 1969) is een Hondurees voormalig voetballer. Hij speelde als aanvaller bij verschillende clubs in de Major League Soccer. In het Major League Soccer seizoen 2001 maakte hij negentien doelpunten. Hiermee was hij topscorer dat seizoen.

## Erelijst
Miami Fusion FC
- Topscorer Major League Soccer

2001 (19 doelpunten)